# Trajan Săvulescu
Trajan Săvulescu (o Traian ) ( 1889 - 1963 ) fue un botánico, pteridólogo, y micólogo rumano, que trabajó extensamente en el "Instituto de Biología de Bucarest".

## Algunas publicaciones

### Libros
- 1957. Ustilaginales Reipublicae Popularis Romanicae. Volumen 2 de Ustilaginalele din Republica Populară Romînă. 1.168 pp.

- La abreviatura «Savul. o Săvul.» se emplea para indicar a Trajan Săvulescu como autoridad en la descripción y clasificación científica de los vegetales.[2]